# Escola Altino Flores
A escola Altino Corsino da Silva Flores, ou como é mais conhecida escola Altino Flores, é uma escola municipal em São José, no bairro Procasa (ou Santos Dumont), criada em 1968.
Passando por reformas em 1985, 1996 e 2011, aliaram-se investimento municipal com iniciativas da direção e seus parceiros, para implementar e equipar um prédio de dois andares, dividido em 2 alas, com 10 salas de aula, pátios, quadra e rampa de acesso cobertos, escada de emergência, sala de informática com 20 máquinas, sala de práticas corporais, sala de mídia climatizada, amplo refeitório, parquinho, ‘’adoleteca’’, biblioteca mais salas de apoio e espaço adequado para direção, professores e secretaria.
A escola, que leva o nome do escritor catarinense e fundador da Academia Catarinense de Letras, Altino Corsino da Silva Flores, se revelou um celeiro cultural. Brilharam o coral, a banda e a fanfarra e um grupo de danças que participou do Festival de Dança de Joinville. Já em 2014, foi vencedora do !º Festival Coca-Cola das Escolas; possui uma equipe de campeões de xadrez escolar e mantém parcerias junto ao posto de saúde, ONG e universidades, como Estácio de Sá e USJ ou com a AIESEC que trouxe universitários de diversas partes do mundo para desenvolver projetos aqui. Intercâmbio, parceria e diversidade, aliás, é o carro chefe da escola. Doze estados brasileiros e mais dois países estão aqui representados. Na rota social migratória, a escola acolhe e apoia estudantes vindos de todo o Brasil, se tornando um caldeirão cultural.
Desde 2012 com um currículo do 1º ao 5º ano que contempla disciplinas como capoeira, xadrez, inglês e prática de leitura, ela se tornou referência em Educação Integral e recebeu o Prêmio de Gestão Escolar 2016 concedido pelo sistema SEFE. Com a missão de acolher e desenvolver uma comunidade em extrema vulnerabilidade, a escola se tornou um local seguro; a alimentação balanceada diminuiu os índices de desnutrição e o IDEB também aumentou.
Projetos e ações como o Dia do Abraço, a Caminhada da Paz, o Festival Primavera e a Mostra Pedagógica estão registrados anualmente na Revista Integrar para Educar.
Com um total de 550 alunos, a atual gestão das professoras Silvia Regina Bastos Silva e Sonali Thiesen Lehmkuhl intensifica um trabalho de modernização que vem se desenvolvendo nos últimos dez anos. 